# Chesterland
Chesterland is een plaats (census-designated place) in de Amerikaanse staat Ohio, en valt bestuurlijk gezien onder Geauga County.

## Demografie
Bij de volkstelling in 2000 werd het aantal inwoners vastgesteld op 2646.

## Geografie
Volgens het United States Census Bureau beslaat de plaats een oppervlakte van
11,4 km², geheel bestaande uit land. Chesterland ligt op ongeveer 381 m boven zeeniveau.

## Plaatsen in de nabije omgeving
De onderstaande figuur toont nabijgelegen plaatsen in een straal van 12 km rond Chesterland.